# Kwannam
Kwannam là một thuật ngữ truyền thống Triều Tiên được dùng để chỉ phần phía nam của tỉnh Hamgyong, bao gồm hai tỉnh Hamgyong Bắc và Hamgyong Nam ngày nay của Cộng hòa Dân chủ Nhân dân Triều Tiên. Tên gọi của vùng này có nghĩa là "phía nam biên ải". Thuật ngữ hiện không còn được sử dụng.